# Arhodia retractaria
Arhodia retractaria là một loài bướm đêm trong họ Geometridae.